# Sentinel (tank)
Sentinel (anglicky Australian Cruiser Tank Mk. 1 Sentinel) byl australský tank, který vznikl v důsledku vypuknutí 2. světové války a z obav o vylodění Japonců v Austrálii. Tank vycházel z koncepce britských strojů Crusader. Tank začala produkovat továrna Chullora Tank Assembly Shops v Sydney od srpna roku 1942. Vzhledem k nedostatku plánovaných motorů byly do tanku instalovány tři spřažené motory Cadillac 346 V8. Nakonec tyto tanky nebyly nikdy bojově nasazeny, používaly se pouze k výcvikovým účelům. Zajímavostí je, že upravené sloužily k natáčení filmu týkající se bitvy o Tobrúk, kde představovaly německé tanky.